# Třída Tiger (1941)
Třída Tiger byla třída lehkých křižníků Royal Navy, rozestavěných v době druhé světové války a dokončených dle přepracovaného návrhu v letech 1959–1961. Třídu tvořily tři jednotky provozované do přelomu 70. a 80. let. Byly to poslední postavené britské křižníky.

## Pozadí vzniku

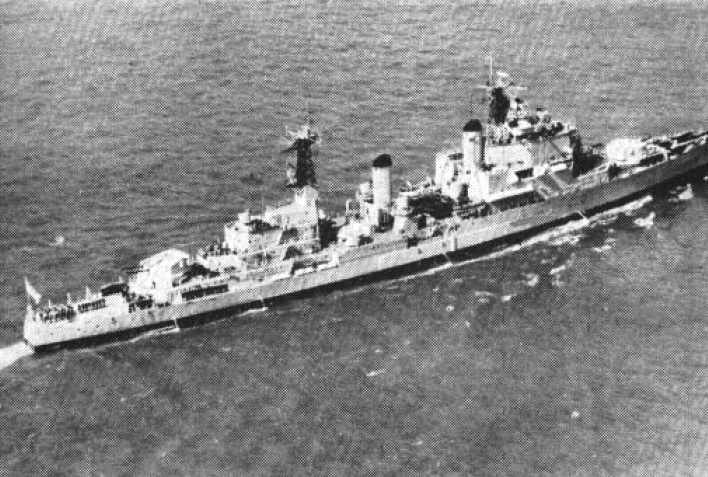
Tiger

V roce 1941 byla zahájena stavba prvního z plánovaných pěti nových britských lehkých křižníků, vycházejících z třídy Minotaur. Do následujícího roku byly založeny kýly celkem čtyř lodí, ovšem konec války znamenal, že stavba ztratila prioritu a najednou byl lodí nadbytek. Stavba prvních tří jednotek, pojmenovaných Tiger, Bellerophon a Defence, proto byla roku 1946 zastavena. Stavba čtvrté jednotky Hawke byla zrušena před spuštěním na vodu a objednávka páté jednotky byla zrušena ještě před zahájením prací. V 50. letech námořnictvo začalo zkoumat možnost dostavby všech tří plavidel v modernizované podobě. Hlavní myšlenkou byla silná pancéřová ochrana plavidel a výzbroj tvořená plně automatickými děly, jejichž střelbu řídily moderní radary. Trojice dokončených křižníků byla do služby zařazena v letech 1959–1961. Plavidla dostala jména HMS Tiger (ex Bellerophon), HMS Lion (ex Defence) a HMS Blake (ex Tiger).
Jednotky třídy Tiger:
| Jméno           | Založení kýlu   | Spuštěna          | Vstup do služby   | Vyřazen |
| --------------- | --------------- | ----------------- | ----------------- | ------- |
| HMS Tiger (C20) | 1. října 1941   | 25. října 1945    | 18. března 1959   | 1981    |
| HMS Lion (C34)  | 24. června 1942 | 2. září 1944      | 20. července 1960 | 1975    |
| HMS Blake (C99) | 17. srpna 1942  | 20. prosince 1945 | 8. března 1961    | 1979    |

## Konstrukce

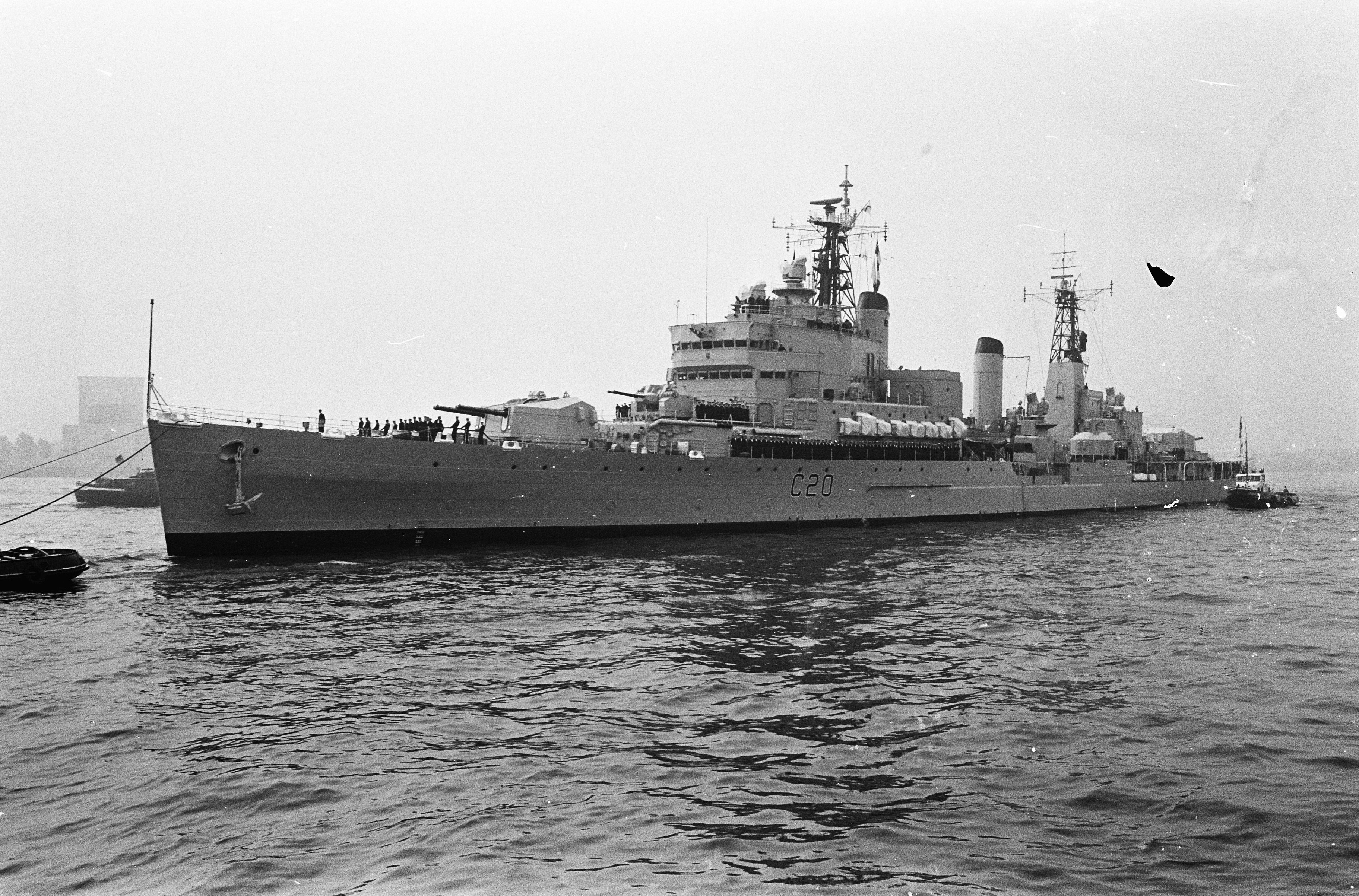
Tiger

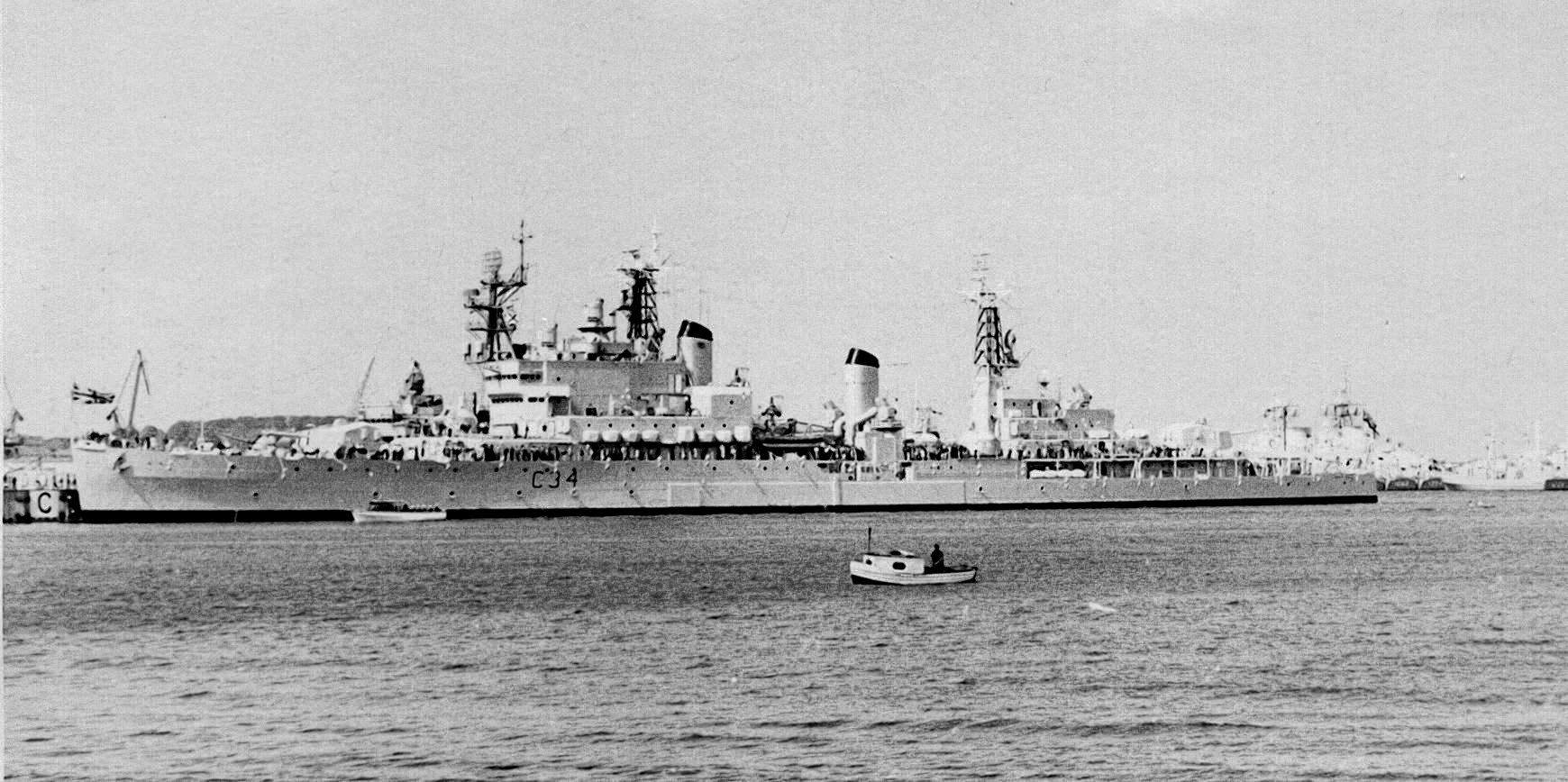
HMS Lion (C34)

Výzbroj plavidel tvořily čtyři 152mm kanóny ve dvoudělových věžích a šesti 76mm kanóny ve dvoudělových věžích. Všechny kanóny byly plně automatické. Pohonný systém tvořila čtyři turbínová soustrojí Parsons a čtyři tříbubnové kotle Admiralty. Nejvyšší rychlost dosahovala 31,5 uzlu.
Tiger a Blake byly v letech 1965–1973 přestavěny na velitelská plavidla flotil. Zadní dělovou věž u nich nahradila přistávací plocha pro vrtulníky a hangár umožňující uskladnění čtyř kusů typu Wessex či Sea King. Rovněž dvě věže se 76mm kanóny byly demontovány a nahrazeny protiletadlovými raketovými komplety Seacat.